# Mexidesmus harrisoni
Mexidesmus harrisoni är en mångfotingart som först beskrevs av Ottis Robert Causey 1971.  Mexidesmus harrisoni ingår i släktet Mexidesmus och familjen Rhachodesmidae. Inga underarter finns listade i Catalogue of Life.